# Тійна Ілінен
Тійна Паула Ілінен (фін. Tiina Paula Ylinen; нар. 3 січня 1989, Куортане, Південна Пог'янмаа) — фінська борчиня вільного стилю, дворазова бронзова призерка чемпіонатів Європи.

## Біографія
Боротьбою почала займатися з 1998 року. Була третьою на чемпіонаті Європи 2006 року серед кадетів. Двічі, у 2007 і 2008 роках ставала бронзовою призеркою чемпіонатів Європи серед юніорів. На літній Універсіаді 2013 року представляла Університет прикладних наук Сейняйокі (Сейняйокі, Південна Пог'янмаа).
За професією медсестра.

## Спортивні результати на міжнародних змаганнях

### Виступи на Чемпіонатах світу
| Змагання                        | Збірна    | Вагова категорія          | Місце |
| ------------------------------- | --------- | ------------------------- | ----- |
| Чемпіонат світу з боротьби 2010 | Фінляндія | жіноча боротьба, до 51 кг | 11    |
| Чемпіонат світу з боротьби 2015 | Фінляндія | жіноча боротьба, до 53 кг | 17    |

### Виступи на Чемпіонатах Європи
| Змагання                         | Збірна    | Вагова категорія          | Місце  |
| -------------------------------- | --------- | ------------------------- | ------ |
| Чемпіонат Європи з боротьби 2008 | Фінляндія | жіноча боротьба, до 51 кг | Бронза |
| Чемпіонат Європи з боротьби 2009 | Фінляндія | жіноча боротьба, до 51 кг | 14     |
| Чемпіонат Європи з боротьби 2010 | Фінляндія | жіноча боротьба, до 51 кг | 5      |
| Чемпіонат Європи з боротьби 2011 | Фінляндія | жіноча боротьба, до 55 кг | 17     |
| Чемпіонат Європи з боротьби 2013 | Фінляндія | жіноча боротьба, до 51 кг | Бронза |
| Чемпіонат Європи з боротьби 2016 | Фінляндія | жіноча боротьба, до 53 кг | 15     |

### Виступи на Європейських іграх
| Змагання              | Збірна    | Вагова категорія          | Місце |
| --------------------- | --------- | ------------------------- | ----- |
| Європейські ігри 2015 | Фінляндія | жіноча боротьба, до 53 кг | 10    |

### Виступи на інших змаганнях
| Змагання                                                         | Збірна    | Вагова категорія          | Місце  |
| ---------------------------------------------------------------- | --------- | ------------------------- | ------ |
| Гран-прі Німеччини з боротьби 2007                               | Фінляндія | жіноча боротьба, до 44 кг | Золото |
| Klippan Lady Open 2008                                           | Фінляндія | жіноча боротьба, до 51 кг | 5      |
| Гран-прі Німеччини з боротьби 2008                               | Фінляндія | жіноча боротьба, до 48 кг | 8      |
| Klippan Lady Open 2009                                           | Фінляндія | жіноча боротьба, до 51 кг | 8      |
| Гран-прі Німеччини з боротьби 2009                               | Фінляндія | жіноча боротьба, до 51 кг | 17     |
| Klippan Lady Open 2010                                           | Фінляндія | жіноча боротьба, до 51 кг | Бронза |
| Золотий Гран-прі з боротьби 2010 (Кліппан )                      | Фінляндія | жіноча боротьба, до 51 кг | Бронза |
| Austrian Ladies Open 2010                                        | Фінляндія | жіноча боротьба, до 51 кг | 8      |
| Чемпіонат світу з боротьби серед військовослужбовців 2010        | Фінляндія | жіноча боротьба, до 55 кг | Бронза |
| Klippan Lady Open 2011                                           | Фінляндія | жіноча боротьба, до 55 кг | 5      |
| Турнір Дана Колова — Николи Петрова 2012                         | Фінляндія | жіноча боротьба, до 55 кг | 24     |
| Чемпіонат світу з боротьби серед студентів 2012                  | Фінляндія | жіноча боротьба, до 51 кг | 8      |
| Klippan Lady Open 2013                                           | Фінляндія | жіноча боротьба, до 51 кг | 8      |
| Гран-прі Німеччини з боротьби 2013                               | Фінляндія | жіноча боротьба, до 51 кг | 16     |
| Austrian Ladies Open 2013                                        | Фінляндія | жіноча боротьба, до 51 кг | 7      |
| Літня Універсіада 2013                                           | Фінляндія | жіноча боротьба, до 51 кг | 7      |
| Відкритий чемпіонат Польщі з боротьби 2015                       | Фінляндія | жіноча боротьба, до 53 кг | 17     |
| Гран-прі Парижа з боротьби 2016                                  | Фінляндія | жіноча боротьба, до 53 кг | 9      |
| Klippan Lady Open 2016                                           | Фінляндія | жіноча боротьба, до 53 кг | 14     |
| Олімпійський кваліфікаційний турнір з боротьби 2016 (Улан-Батор) | Фінляндія | жіноча боротьба, до 53 кг | 21     |
| Олімпійський кваліфікаційний турнір з боротьби 2016 (Стамбул)    | Фінляндія | жіноча боротьба, до 53 кг | 14     |

### Виступи на змаганнях молодших вікових груп
| Змагання                                          | Збірна    | Вагова категорія          | Місце  |
| ------------------------------------------------- | --------- | ------------------------- | ------ |
| Північний чемпіонат з боротьби серед юніорів 2003 | Фінляндія | жіноча боротьба, до 40 кг | Золото |
| Північний чемпіонат з боротьби серед юніорів 2005 | Фінляндія | жіноча боротьба, до 46 кг | Бронза |
| Північний чемпіонат з боротьби серед юніорів 2006 | Фінляндія | жіноча боротьба, до 46 кг | Бронза |
| Чемпіонат Європи з боротьби серед юніорів 2007    | Фінляндія | жіноча боротьба, до 44 кг | Бронза |
| Чемпіонат Європи з боротьби серед юніорів 2008    | Фінляндія | жіноча боротьба, до 48 кг | Бронза |
| Чемпіонат Європи з боротьби серед кадетів 2006    | Фінляндія | жіноча боротьба, до 46 кг | Бронза |